# Flaix de trampa de càrrega

Dibuix en secció transversal d'una cèl·lula de memòria mitjançant un transistor MOS amb porta de nitrur de silici.

El flaix de trampa de càrrega (amb acrònim anglès CTF) és una tecnologia de memòria de semiconductors que s'utilitza per crear memòries flash NOR i NAND no volàtils. És un tipus de tecnologia de memòria MOSFET de porta flotant, però difereix de la tecnologia de porta flotant convencional perquè utilitza una pel·lícula de nitrur de silici per emmagatzemar electrons en lloc del silici policristalí dopat típic d'una estructura de porta flotant. Aquest enfocament permet als fabricants de memòria reduir els costos de fabricació de cinc maneres:
1. Calen menys passos del procés per formar un node d'emmagatzematge de càrrega.
2. Es poden utilitzar geometries de procés més petites (per tant, reduint la mida i el cost de l'encenall).
3. Es poden emmagatzemar diversos bits en una sola cel·la de memòria flash.
4. Fiabilitat millorada.
5. Rendiment més alt ja que la trampa de càrrega és menys susceptible a defectes puntuals a la capa d'òxid del túnel.[3]

Tot i que el concepte de captura de càrrega era anterior, no va ser fins al 2002 que AMD i Fujitsu van produir memòria flaix d'alt volum. Van començar la producció comercial de memòria flaix de captura de càrrega amb la introducció de la família de memòries flaix GL NOR. El mateix negoci, que ara opera amb el nom de Spansion, ha produït dispositius de captura de càrrega en alt volum des d'aquell moment. Flash de captura de càrrega va representar el 30% del mercat de flash NOR de 2.500 milions de dòlars del 2008. Saifun Semiconductors, que va llicenciar una gran cartera de tecnologia de captura de càrrega a diverses empreses, va ser adquirida per Spansion el març de 2008. Des de finals dels anys 2000, CTF es va convertir en un component bàsic de la memòria flash 3D V-NAND desenvolupada per Toshiba i Samsung Electronics.